# Мучањ
Мучањ је планина у југозападном делу Србије, која се простире источно од планине Муртенице, са југа је планина Јавор и западно од града Ивањице. Планина је поред села Катићи. Највиша тачка планине је Јеринин град, са надморском висином од 1.534 метара. Мучањ је препознатљив и уочљив са магистралног пута који иде испод планине, по свом крашком облику и стенама од којих се састоји Јеринин град.
Овде се налази Савина вода.